# بادنج بالنج
بادنج بالنج هي قرية تقع وسط مدينة كوالالمبور في ماليزيا. يبلغ عدد سكان هذه القرية حوالي 20.000 نسمة من أصل ماليزي مسلم، ويُعد الإسلام الدين الرئيسي في بادنج بالنج.